# 1998年電子遊戲界
1998年电子游戏界的重要事件，详情请参考电子游戏历史。

## 事件
- 互動藝術與科學學會（Academy of Interactive Arts & Sciences, AIAS）舉辦第一屆年度互動成就獎；任天堂的宮本茂被選入AIAS名人堂。
- BAFTA（英國電影和電視藝術學院）舉辦第一屆年度BAFTA互動娛樂獎。
- 第四屆年度E3（電子娛樂展覽）；第一屆遊戲評論家獎頒給E³最佳遊戲。
- Game One頻道（Canalplus旗下）l：Infogrames娛樂SA與Canal+合作開播Game One電視頻道。

## 知名發行
- 1月21日－生化危機2（PS1）
- 2月28日－鐵拳3（PS1）
- 3月25日－极品飞车3：热力追踪（Win/PS1）
- 3月29日－寄生前夜（PS1）
- 3月31日－星際爭霸（Win）
- 5月6日－戰爭重錘：黑暗預兆（Win）
- 5月22日－魔域幻境（Win）
- 5月31日－阿邦阿卡大冒險（N64）
- 7月31日－盟军敢死队：深入敌后（Win）
- 8月21日－虹彩六號（Win）
- 8月31日－I-War （獨立戰爭）（Win）
- 9月3日－潛龍諜影（PS1）
- 9月30日－異塵餘生2（Win）
- 9月30日－神奇寶貝紅與藍（GB）
- 10月20日－異域神兵（PS1）
- 10月30日－神通鬼大（冥界狂想曲）（Win）
- 10月31日－世紀帝國：羅馬的崛起（Win）
- 10月31日－SiN（Win）
- 11月1日－三角洲部队（Win）
- 11月20日－半条命（Win）
- 11月21日－薩爾達傳說 時光之笛（N64）
- 11月30日－星海爭霸：怒火燎原（Win）
- 11月30日－銀河生死鬥（Win）
- 11月30日－神偷：暗黑計劃（Win）
- 11月30日－博德之门（Win）
- 12月10日－恐龍獵人2：邪惡種子（N64）
- 12月20日－Myth II: Soulblighter（Win）
- 12月23日－索尼克大冒险（DC）

## 硬體
- 日本萬代的WonderSwan
- Majesco Sales Inc.的Genesis 3家用機
- 任天堂的：
  - Game Boy Color（GBC）掌機
  - 給Game Boy掌機使用的相機&印表機週邊
- 世嘉的NAOMI大台電動系統板與Dreamcast家用機
- SNK的Neo Geo Pocket（NGP）掌機

## 商情
- 美国动视收購CD Contact資料與Head Game出版公司。
- Eidos Interactive收購Crystal Dynamics。
- 美国艺电收購Virgin Studio與西木工作室有限責任公司。
- 孩之寶有限責任公司收購雅达利公司（從JTS Corp.）、Microprose與Tiger Electronics。
- JTS Corp.（雅达利公司）宣布破產。
- BreakAway Games有限公司創立。
- Elixir Studios有限公司成形。
- 樂高媒體由樂高集團建立。
- Metro3D有限責任公司創立。
- Rockstar Games創立。
- 史克威尔與美国艺电形成史克威尔艺电有限責任公司以在美國出版豐富的史克威尔軟體
- Sunrise Interactive創立。
- Troika Games創立。
- WildTangent有限責任公司創立。